# Пабло Касадо
Пабло Касадо Бланко (шп. Pablo Casado Blanco; Паленсија, 1. фебруар 1981) шпански је политичар и тренутни председник Народне партије од 2018. године. Био је члан Посланичког конгреса од 2011. до 2019. године.